# Stazione di Colmegna
La stazione di Colmegna è una fermata ferroviaria posta sulla ferrovia Cadenazzo-Luino. Serve il centro abitato di Colmegna, frazione del comune di Luino.

## Storia

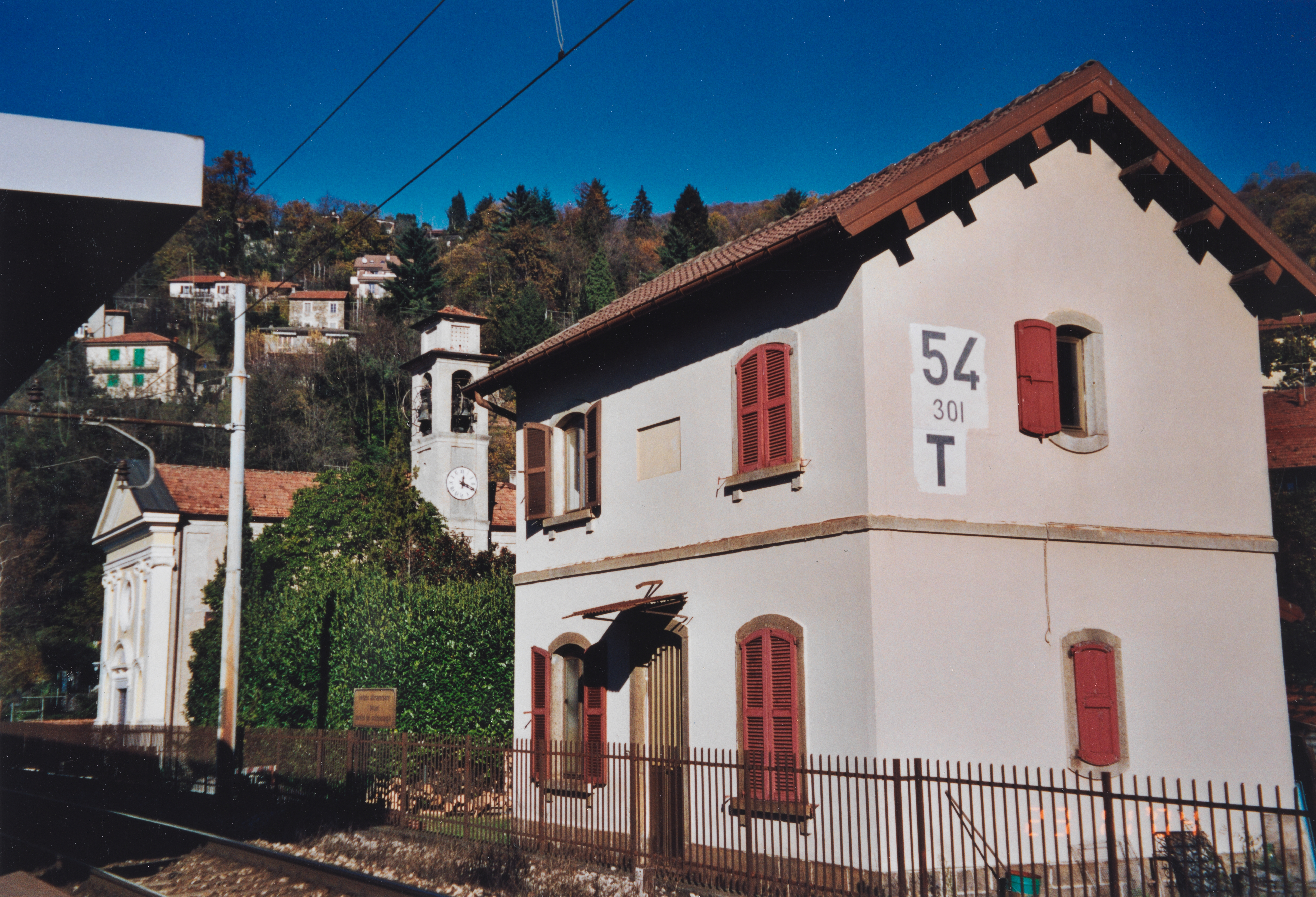
Nel 2004

La fermata fu attivata nel 1983.

## Strutture e impianti
La fermata conta un unico binario, servito da una banchina laterale fornita di pensilina.

## Movimento
La stazione è servita dai treni della linea S30 (Bellinzona-Luino-Gallarate-Malpensa) della rete celere del Canton Ticino, eserciti da TILO con frequenza bioraria.

## Servizi
È gestita da Rete Ferroviaria Italiana che ai fini commerciali classifica l'impianto in categoria Bronze,